# Luciano Bostal
Luciano Raúl Bostal (n. Bahía Blanca, Argentina, 28 de agosto de 1980) es un exfutbolista argentino. Jugó como delantero y actualmente se encuentra retirado.

## Clubes
| Club                              | País       | Año       |
| --------------------------------- | ---------- | --------- |
| Club Bella Vista                  | Argentina  | 1999-2003 |
| Club Olimpo                       | Argentina  | 2003-2004 |
| Club Bella Vista                  | Argentina  | 2004-2005 |
| Club Villa Mitre                  | Argentina  | 2005-2008 |
| Racing Athletic Club              | Argentina  | 2008-2009 |
| Club Bella Vista                  | Argentina  | 2009-2011 |
| Municipal de Pérez Zeledón        | Costa Rica | 2011-2013 |
| Club Social y Deportivo Patagones | Argentina  | 2013      |
| Puntarenas FC                     | Costa Rica | 2014      |
| Club Sport Cartaginés             | Costa Rica | 2014      |
| U. S. D. Noto Calcio              | Italia     | 2014-2015 |
| Deportivo Upala                   | Costa Rica | 2017      |